# Pagsanghan
Pagsanghan é um município de  quinta classe de renda municipal (d) na província Samar, nas Filipinas. De acordo com o censo de 1 de maio  de  2020 possui uma população de 7 959 pessoas e 1 954 domicílios.